# 昭关石塔
昭关石塔又名西津渡石塔，位于中国江苏省镇江市西部云台山上的西津渡古街入口最高处，是一座喇嘛塔式的过街石塔，建于元末明初。下面便是长江上的千年古渡，紧贴观音洞（古代渡船者候船时拜佛烧香处）和救生会遗址。昭关石塔也是江苏现在仅存的三座喇嘛塔之一，也是中国历史最为悠久、惟一一座保存完好的过街石塔。
2006年5月25日，昭关石塔被列为全国重点文物保护单位。这也是镇江市区继焦山碑林、镇江英国领事馆旧址之后的第三个全国重点文物保护单位。

## 历史
据佛经解释，人从塔下经过便是礼佛，这也是元朝人建造昭关古塔的原因。
昭关石塔由刘高始建于元至元年间，于元至大四年（1311）竣工。明万历十年（1582年）由镇江知府王事圣等人重修，因为其东西两面的门洞额石上刻有“昭关”二字，所以被称为昭关石塔。有传言称它于三国时期孙刘联姻时所建，也称“石瓶”，但事实并非如此。
1980年，人们重修了昭关古塔。2000年年末，人们再度重修了石塔，工期为80天左右，于同年12月20日竣工。2001年，石塔获得了联合国教科文组织亚太地区历史文化遗产优秀保护奖。2006年5月25日，昭关石塔被列为全国重点文物保护单位。这也是镇江市区继焦山碑林、镇江英国领事馆旧址之后的第三个全国重点文物保护单位。
2000年，人们在石塔的塔心室里发现了两个曼荼罗。两个曼荼罗共有九个黄财神菩萨和九个观音，九个黄财神菩萨的手中还抓有九只吐宝鼠。这两个曼茶罗现为中国国家一级文物。

## 建筑架构
昭关石塔的塔身偏圆，呈瓶状，主要由青石建成，分为塔座、塔身、塔颈、十三天、塔顶五部分全塔东西长3.80米，南北宽3.20米。南北两面以砖砌塞，东西两面可通行人。四根石柱支撑着方形青石盖板。支柱与盖板间的纵横方向还有青石制成的八对雀替并缩短了青石板的跨度。
石塔下部的塔座由两个相同的须弥座叠成，横跨在狭窄的古老街道上，周围都是古江南风的双层砖木结构小楼，行人可以从下方通过。上面有“昭关”以及“同登觉路，共渡慈航”等题刻。上部塔身为扁鼓形，高4.69米，上有十三圈带形浮雕，象征十三层天，此处还刻有佛八宝的法轮纹饰和圆形仰莲小座，塔顶呈瓶状。
石塔还用梵文刻有六字真言——“唵、嘛、呢、叭、咪、吽”。四个石柱的内侧均刻有“南无大方佛华严经”八个字；两侧的边款分别刻有“法轮常转”、“河清海晏”、“佛日增辉”、“天下太平”等字；东西两个石柱的外侧刻有“当愿众生、受天人供”八个字。东西门洞左右两方的边款还刻有修塔时的镇江知府、知事、同知、通判、推官、经历和丹徒知县、县丞、主薄、典史等人的姓名；背面则刻有“万历十年壬午十月重修”的募缘僧名等。《中国文物报》曾经这样评价道：
|  | 石柱、云台、塔身的各种雕饰和刻纹，生动精妙，实为石刻艺术之精品。 |